# František Ondřej Holý
František Ondřej Holý, také Franz Andreas Holly (28. listopadu  1747 Netolice – 4. května 1783 Vratislav), byl hudební skladatel českého původu.

## Život
Původně se chtěl věnovat dráze duchovního. Studoval u jezuitů a dokonce se stal novicem v klášteře františkánů. Brzy se však zcela věnoval hudbě. Byl dirigentem, varhaníkem a klavíristou u divadelních společností. Nejprve u Brunianovy společnosti v Praze; kolem roku 1769 odešel do Berlína, kde působil u společnosti Kochovy. V roce 1775 se stal dirigentem Wäserovy společnosti ve Vratislavi. Tam také 4. května 1783 zemřel.
Komponoval téměř výhradně singspiely pro divadla, ve kterých pracoval.

## Hudebně-dramatická díla
- Der lustige Schuster (Libreto Karl Franz Henisch podle Christiana Felixe Weisse, 1770, Praha)
- Das Gespenst (3. 12. 1771, Praha)
- Die Jagd (10. 5. 1772, Praha)
- Der Zauberer (1772, Praha)
- Der Kaufmann von Smyrna (Libreto Christian Friedrich Schwan, 13. 11. 1773, Berlín)
- Der Bassa von Tunis, také Der Bascha von Tunis nebo Der Baron von Tunis (Libreto Karl Franz Henisch, 6. 1. 1774, Berlín)
- Das Gärtnermädchen (Libreto Johann Karl August Musäus, 1775, Vratislav)
- Gelegenheit macht Diebe (Libreto Karl Franz Henisch, 1775)
- Der Patriot auf dem Lande (Libreto Karl Emil Schubert, 1777)
- Die Verwechslung (1784)
- Deukalion und Pyrrha (1776, Berlín)
- Der Irrwisch (Libreto Christoph Friedrich Bretzner 1782)
- Die Zigeuner (Libreto Heinrich Ferdinand Möller), 1781)